# Adelina Boguș
Adelina Maria Cojocariu-Boguș (Botoșani, 4 de setembro de 1988) é uma remadora romena, medalhista olímpica.

## Carreira
Boguș competiu nos Jogos Olímpicos de 2012 e 2016. Em sua primeira aparição, em Londres, ficou em quarto lugar com a equipe da Romênia no oito com. Quatro anos depois, no Rio de Janeiro, disputou a mesma prova e obteve a medalha de bronze.